# Csapadék

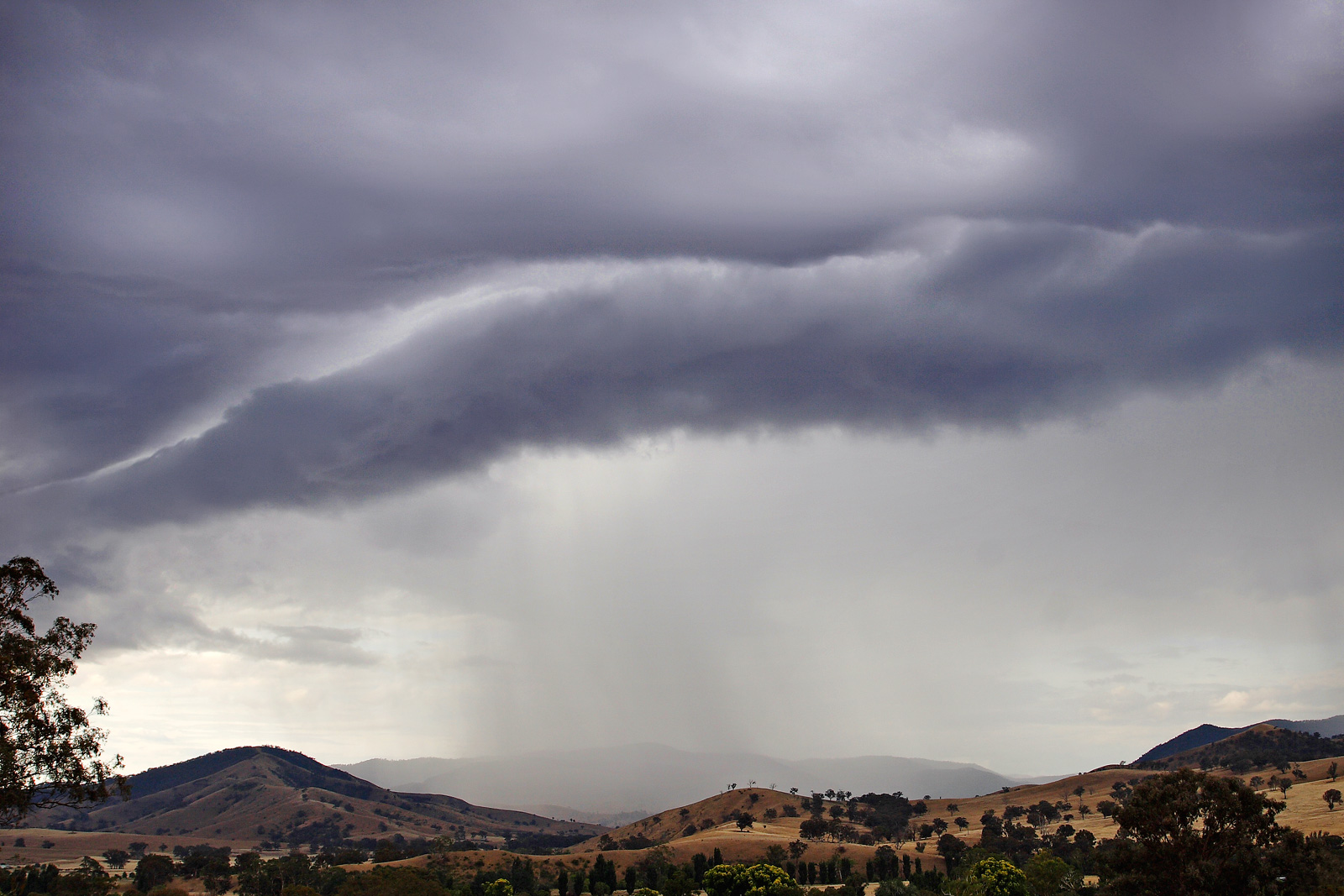
Esőfelhő

A csapadék a legfontosabb meteorológiai elem, mert egy adott terület időjárásának és éghajlatának alapvetően meghatározó jellemzője. A csapadék a levegőben levő vízpárának a megjelenési formája, vagyis a kiválásából származó folyékony, illetve szilárd halmazállapotban a földre jutó víz. Amikor a levegő telített lesz, megkezdődik a víz kicsapódása, az elsőként keletkező nagyon apró cseppeket felhőelemnek hívjuk. Ezek a kis felhőelemek további növekedésnek indulnak. A növekedés történhet további vízgőzmolekulák kicsapódásával illetve ütközések révén, örvényes befogással. Bizonyos méretet elérve nevezzük őket csapadékelemeknek. Amikor ezek a részecskék már túl súlyosak, nem tudnak tovább lebegni a felhőben, akkor csapadékként lehullanak.

## Hulló csapadékok
A páratartalom kiválását valamely légtömeg lehűlése okozza, vagyis
- a levegő feláramlása a hidegebb hőmérséklet tartományok felé,
- a hideg és a meleg légtömegek keveredése, (légköri frontok találkozása), vagy
- hideg felülettel való érintkezése

vált ki. A lehűlésen kívül a csapadék kialakulásához szükség van a légkörben lebegő apró (~0,1–1,0 mm átmérőjű) aeroszol részecskékre, amelyeket kondenzációs vagy szublimációs magnak neveznek. A kicsapódási magvakon összeállt 100 mikronnál kisebb cseppfolyós vagy szilárd víz hármasát felhőelemeknek hívják, a 100 mikronnál nagyobbat pedig csapadékelemnek. A kondenzációs magvak anyagukat tekintve leggyakrabban ammónium-szulfátot ((NH4)2SO4) vagy sót (NaCl) tartalmazó, vízben oldódó részecskék. Az előbbiek mind a kontinensek mind az óceánok feletti, míg az utóbbiak inkább csak az óceánok feletti légtömegekben találhatók. Az ammónium-szulfát a száraz földek felett a légkörben található kén-dioxidból (SO2) és ammóniából (NH3), az óceánok és a tengerek felett pedig a víz felszínen lebegő növények által termelt dimetil-szulfidból képződik. A sórészecskék pedig a hullámzás során a légkörbe jutó apró vízcseppecskék elpárolgását követően kerülnek a légkörbe. A szárazföldek fölött a kondenzációs magvak koncentrációja 500 és 1000 db/cm3 között változik, az óceánok felett a koncentráció értéke alacsonyabb, legfeljebb néhányszor 100 db/cm3. Ennek az a következménye, hogy a szárazföld felett nagyobb koncentrációban, de kisebb vízcseppecskék alakulnak ki, míg az óceánok felett a vízcseppecskék koncentrációja kisebb, de méretük nagyobb.

### A csapadék kialakulása

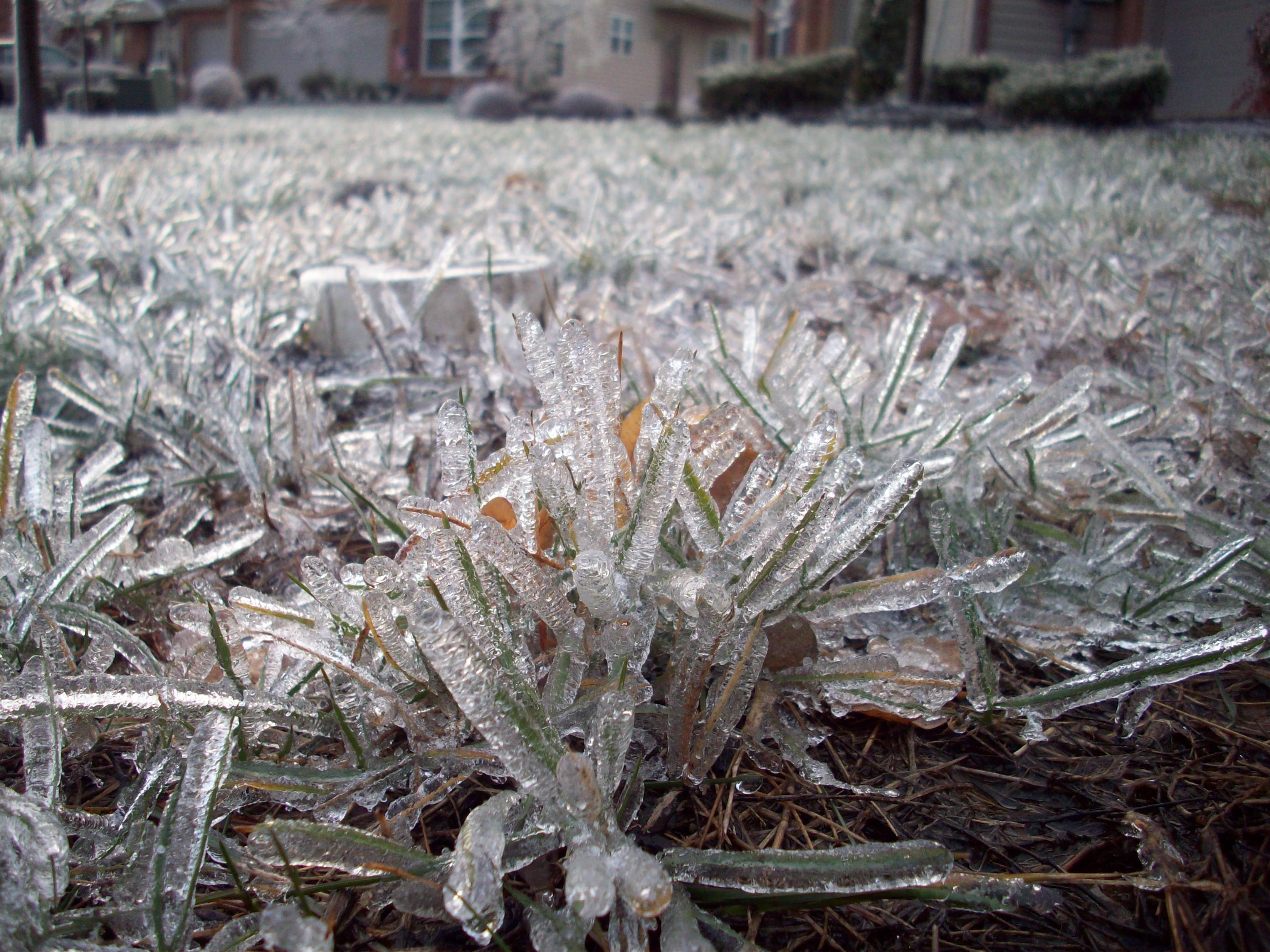
Ónos eső után

Amikor a levegő hőmérséklete eléri a harmatpontot akkor a pára látható alakban kiválik, ennek az előfeltétele, hogy a hűlő levegőben felhő, vagy köd alakuljon ki. Ekkor alakul ki a csapadék, vagyis a kialakult lebegő vízcseppek, jégtűk, vagy jégszemcsék súlya nagyobb lesz, mint a felfelé áramló levegő légáramlása, illetve a levegő közegellenállása. A kialakult elemi részecskék az útjuk során további vízgőz kiválásokat vesznek magukra, és a méretük, súlyuk egyre nagyobbá válik. A kiválást a levegőben levő apró porszemcsék – mint kondenzációs magok – meggyorsítják.
A felhők képződésének megindulását követően a tovább emelkedő levegő hőmérséklete 100 méterenként már csak 0,5 °C-ot csökken. A kicsapódáskor felszabaduló hő ugyanis mérsékli a további lehűlést. Csapadék csak olyan felhőkből érkezik, amelyekben a vízcseppek mellett fokozatos növekvő jégkristályok is jelen vannak. A feláramlást a vízcseppek ugyanis nem képesek legyőzni, belőlük tehát nem képződhet hulló csapadék. A jégkristályokra viszont egyre több víz fagy rá. A növekvő jégkristályok esési sebessége azonban egyre nagyobb lesz, és végül a feláramlást legyőzve kihullnak a felhőből. Azt mondhatjuk tehát, hogy minden csapadékfajta jégkristályként indul útjára. Ha a hőmérséklet a felszín közelében 0 °C fölötti, a jégkristályok elolvadva eső, ha fagypont alatti, hó formájában érkeznek a talajra. A nyári jégesők heves, igen erős feláramláshoz kötődnek, amikor olyan nagy jégszemek keletkeznek, hogy még aláhullva sem olvadnak el. Hasonló jellegű folyamat játszódik le akkor, amikor a levegőt domborzati akadály, például nagyobb hegység készteti felemelkedésre. A hegység szélárnyékos oldalán a levegő leszáll. Hőmérséklete 100 méterenként 1 °C-kal nő, így egyre több vízgőz befogadására lenne képes. Tényleges vízgőztartalma azonban nem változik, a viszonylagos ellenben fokozatosan csökken, a hegység lábához tehát száraz, lebukó szélként érkezik meg. Ezt az Alpokban gyakori szélfajtát Főnszélnek nevezzük.

### Fontosabb csapadékfajták
- Szitálás: Egyenletesen hulló, apró, 0,5 mm-nél kisebb vízcseppekből álló csapadék. Zárt rétegfelhőzetből esik, jelentéktelen mennyiségű csapadékot ad.
- Eső: 0,5 mm-nél nagyobb vízcseppekből áll. Általában réteges esőfelhőből hullik. A csapadékintenzitás hosszú időn keresztül egyenletes, értéke 1–4 mm/h között változik.
- Havazás: Szilárd halmazállapotú csapadék. Rendszerint Nimbostratus felhőzetből hullik. A kialakulás mechanizmusától függően a csapadékrészecskék formája igen változatos lehet. Alacsony hőmérsékleten, amikor a vízcseppekkel való ütközés valószínűsége kicsi, a kristályok megőrzik a kialakuláskor felvett szabályos hatszögletű formát. Magasabb hőmérsékleten az erős zúzmarásodás miatt a szabályos hatszögletű kristálystruktúra már nehezebben ismerhető fel. A lehullott hó, a talajon kialakuló hótakaró laza szerkezetű, a hókristályok között több-kevesebb levegő található. Ez az oka a hótakaró jó hőszigetelő képességének. Mivel a frissen hullott, nem olvadó hóréteg átlagos sűrűsége 100 kg/m3 körül van, ezért 1 cm vastagságú hótakaró körülbelül 1 mm-nyi esőnek felel meg.
- Záporos csapadék: Gomolyos szerkezetű, erősen fejlett Cumulus felhőkből vagy zivatarfelhőkből hullik. A csapadék halmazállapota alapján megkülönböztetünk vízcseppekből vagy hókristályokból álló záport. Mivel ezekben a felhőkben a levegő feláramlási sebessége nagy, a belőlük kihulló esőcseppek mérete elérheti az elméletileg lehetséges legnagyobb, 6–8 mm-t. A záporos csapadék intenzitása időben és térben igen erősen változhat (1–100 mm/h). Zivatarfelhőből rövid idő alatt akár 20–30 mm eső is hullhat, de mértek már ennél jóval nagyobb értéket is.
- Havas eső: Akkor keletkezik, amikor a talaj felett lévő pozitív hőmérsékletű levegőben a felhőből kihulló hókristályok, hópelyhek részben elolvadnak. A csapadék intenzitása lehet egyenletes, de lehet zápor jellegű is.
- Hódara: Erősen zúzmarásodott jégkristályok ütközése következtében alakul ki, a jégkristályok közötti levegőbuborékok miatt átlátszatlan. A részecskék mérete 2 és 5 mm között változik, alakjuk lehet gömb vagy kúpos. A hódara általában téli csapadék, mivel kialakulásának feltétele, hogy a felhő nagy részében a hőmérséklet jóval a nulla fok alatt legyen.
- Jégdara: Szilárd halmazállapotú csapadék. Méretét tekintve hasonló a hódarához, de attól eltérő módon, fagyott vízcseppből jön létre, ezért általában átlátszó és gömb alakú. A jégdara többnyire kora ősszel vagy késő tavasszal hullik, amikor a 0 °C-os izoterma nincs olyan magasan, hogy a felhőből kieső, néhány milliméteres jégrészecske teljesen elolvadjon, mielőtt eléri a talajt.
- Jégeső: Jégesőről akkor beszélünk, amikor a talajra eső jégrészecskék mérete meghaladja az 5 mm-t. Zivatarfelhőből hullik, rendszerint a nyári évszakban. A jégszemek méretének nincs elvi felső korlátja, azt döntően a zivatarfelhőben felfelé áramló levegő sebességének nagysága és a levegő víztartalma határozza meg. A jégszemek alakja igen változatos lehet, belső struktúrájuk réteges szerkezetet mutat.
- Ónos eső: Ha a hőmérséklet megváltozik, a lefelé eső szilárd halmazállapotú csapadék a melegebb magassági szinten megolvad. A következő szinten hiába csökken újra 0 °C alá a hőmérséklet, a vízcseppek nem fagynak meg azonnal. A túlhűlt vízcseppek a talajhoz, vagy a felszíni tereptárgyakhoz csapódva azonnal megfagynak, vékony jégréteget képezve azokon.

### Felosztása

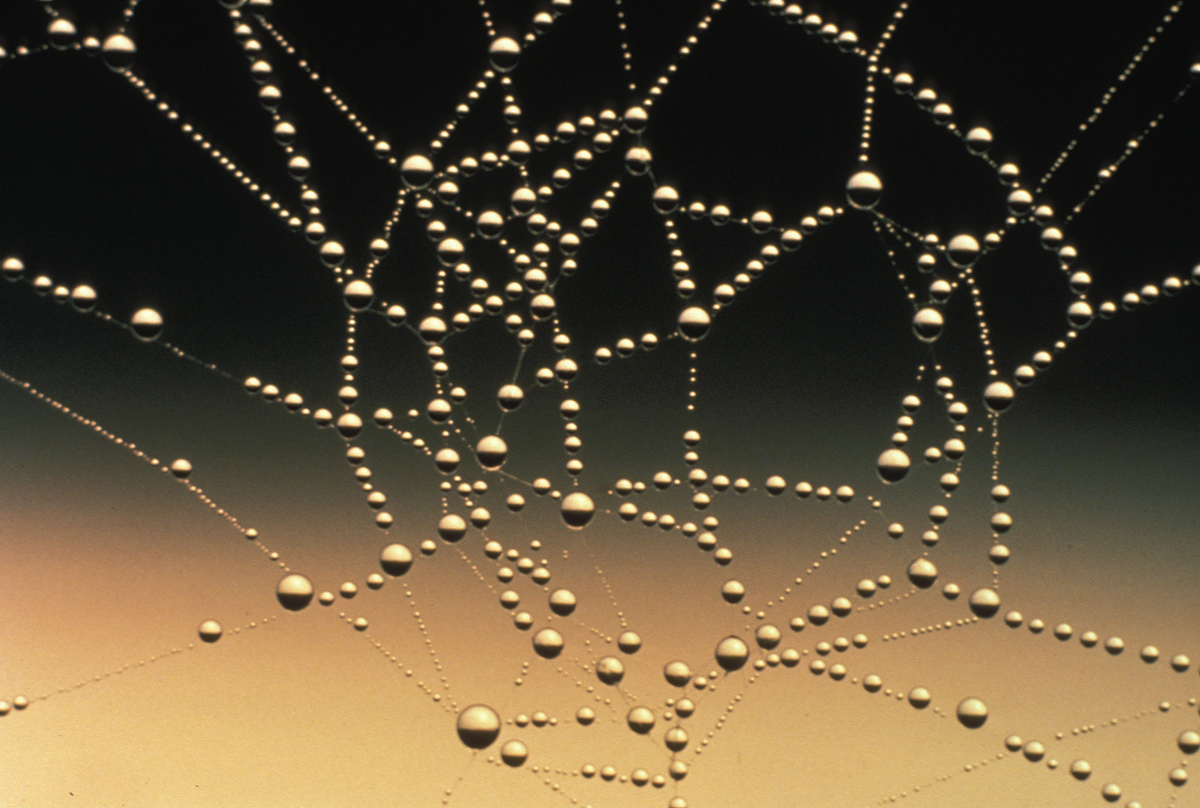
Vízcseppek egy pók hálójának szálain

A csapadékfajtákat alakjuk és halmazállapotuk szerint lehet felosztani, csoportosítani.

#### Halmazállapotuk szerint lehet
- folyékony (eső, ködszitálás, ónos eső),
- szilárd (hó, jégtű),
- vegyes jégeső,
- szilárd szemcsés (hódara, jégdara, jégszem).

#### Keletkezése és lehullása szerint lehet
- szitáló
- csendes
- záporszerű

illetve
- nem hulló
- hulló

##### Nem hulló csapadékok
A föld felszínén, illetve annak közelében kialakuló kiválásokat nem hulló csapadéknak nevezik, mert ezek a föld felszínén elhelyezkedő tárgyakon, növényeken stb. jelennek meg.
Ebbe a csoportba tartoznak következő csapadékok:
- a harmat
- a dér
- a zúzmara
- a köd

##### Hulló csapadékfajták
- eső
- hó
- jégeső
- ónos eső
- dara

## A csapadék mérése
A lehullott csapadék mennyiségét (tömegét) mm-ekben mérik, vagyis 1 mm csapadék (szilárd csapadéknál annak olvadékvize) a földfelszínen négyzetméterenként 1 liter vizet jelent.
Mérése esőmérővel (ombrométerrel, pluvióméterrel) történik. Ez a mérőműszer egy 200 cm² felfogó felületű, henger alakú edény, aminek mérőperemét a szabad földfelszín felett 1 méter magasan helyezik el. Az edényben összegyűlt vizet mérőpohárba öntik és annak skálájáról olvassák le mm-ben a csapadék mennyiségét. Európa legcsapadékosabb helye a montenegrói Crkvice.

## Légpárnás esőcseppek
A Harvard Egyetem kutatója, Shreyas Mandre szerint az esőcsepp nem a becsapódás pillanatában fröccsen szét, hanem előtte. Az esőcsepp ugyanis a becsapódás előtt néhány százezred másodperccel egy légpárnát alakít ki maga körül, és ezen a légpárnán először vékony koronggá lapul, majd egy korona alakú hullámot csap szét maga körül, és abban oszlik szét. Mivel a becsapódási felület súrlódása nagyobb, mint a légpárnáé, ez a hatás nem jönne létre. (Forrás a Metropol budapesti kiadása, 14. oldal, 2009. május 4.)

## Csapadékvíz-elvezetés
A csapadékvizek elvezetésére szolgáló létesítmények: zárt csatornák, nyílt árkok szivárgók és az ezek működését biztosító műszaki rendszerek nem tartoznak a víziközmű kategóriába.
A csapadékvíz elvezetést a mértékadó csapadékmennyiség alapján végezzük. A mértékadó csapadékvíz-mennyiség meghatározásakor a 10 perces zápor intenzitását kell figyelembe venni (Budapesten a 4 éves, vidéken az 1 éves gyakoriságú értékeket), amely pl. Budapesten 274 l/s/ha, továbbá a lefolyási tényezőt, mely a felület anyagminőségétől függ.
Elsősorban a csapadékvizet elvezető csőhálózat az, melynek kialakítása és működtetése kapcsolódhat a szennyvíz elvezetéshez és a tisztításához. Ha a szennyvíz elvezetés és a csapadékvíz elvezetés ugyanazon a csatornahálózaton történik, akkor egyesített csatornarendszerek-ről beszélünk.
A csapadék csatornahálózat működtetése a szennyvízhálózat működtetéséhez hasonló. Az eltérés nem a működtetés, hanem a költségfedezet terén mutatkozik. A tulajdonos önkormányzat feladata a létesítmény működtetésének biztosítása. Az ezzel járó költségeket meg kell fizetnie az  üzemeltetést végző gazdálkodási szervezetnek. Ez rendszerint az  önkormányzati költségvetést érinti. A képviselő-testület döntésével más tevékenységgel együtt megtéríttethető.